# غيتو وارسو
غيتو وارسو هو كان أكبر غيتو نازي خلال الحرب العالمية الثانية تأسست في نوفمبر 1940 من قبل الحكومة العامة داخل بولندا المحتلة سجن هناك ما يصل إلى 460 ألف يهودي.
تم هدم الغيتو من قبل الألمان في مايو 1943 بعد أن أوقفت انتفاضة غيتو وارسو عمليات الترحيل مؤقتًا. يقدر إجمالي عدد القتلى بين سجناء الغيتو بما لا يقل عن 300000 قتلوا بالرصاص أو الغاز.